# Rogiera cordata
Rogiera cordata är en måreväxtart som först beskrevs av George Bentham, och fick sitt nu gällande namn av Jules Émile Planchon. Rogiera cordata ingår i släktet Rogiera och familjen måreväxter. Inga underarter finns listade i Catalogue of Life.